# Діафрагма таза
Діафрагма таза (лат. diaphragma pelvis) — м'язово-фасціальна перегородка, що разом з сечостатевою діафрагмою складає тазове дно. Закриває задню частину апертури таза і теж має вигляд трикутника з вершиною, повернутою до куприка, а кутами основи — до сідничних горбів.

## Будова

### М'язи
У м'язах діафрагми таза виділяють глибокі і поверхневі.
Глибокі м'язи
- М'яз-підіймач відхідника (m. levator ani). Він складається з багатьох пучків, що починаються від різних відділів стінки таза. Виділяють такі 3 пари пучків:
  - Лобково-куприковий (pubococcygeus)
  - Лобково-прямокишковий (puborectalis)
  - Клубово-куприковий (iliococcygeus)
  - Лобково-піхвовий (pubovaginalis) — у жінок
  - Підіймач простати, чи лобково-передміхуровий (levator prostatae, puboprostaticus) — у чоловіків

Обидві половини м'яза-підіймача утворюють своєрідний купол, верхівка якого спрямована донизу і прикріпляється до нижнього відділу прямої кишки дещо вище ануса. Широка основа купола направлена догори і кріпиться до внутрішній поверхні стінок таза. Зверху м'яз-підіймач покритий верхньою фасцією тазової діафрагми (fascia diaphragmatis pelvis superior).
- Куприковий м'яз (m. coccygeus) — має вигляд трикутної пластинки, розташовується на внутрішній поверхні крижово-остистої зв'язки. Вершина трикутника кріпится до сідничної ості, основа — до бокових країв нижніх крижових і куприкових хребців. Передній край м'яза, примикаючи до заднього краю підіймача ануса, утворює з нею суцільний м'язовий пласт.
- Прямокишково-куприковий м'яз (m. rectococcygicus)
- Сіднично-куприковий м'яз (m. ischiococcygeus)

Поверхневі м'язи
- Зовнішній м'яз-затискач відхідника (sphincter ani externus) — сфінктер, що стискує анус.